# La Sala (Viladrau)
La Sala és una obra de Viladrau (Osona) declarada Bé Cultural d'Interès Nacional.

## Descripció
Resta una torre rodona d'angle, medieval, al costat del mas dels segles XVII-XVIII.
És una masia de planta rectangular (23x13) assentada sobre un turonet de roca, formant per l'E i pel N un mur atalussat. S'observen diverses fases constructives. Està coberta a dues vessants amb el carener paral·lel a la façana de llevant i a tres vessants al sector S del cos de porxos adossat a la planta. Consta de planta (talús), primer pis i golfes la part més antiga; un cos de porxo adossat a la façana principal (amb planta i dos pisos) i a la façana S (amb planta i primer pis) amb dos pilars centrals i una torre adossada a l'angle N.
La façana principal presenta a la planta (façana antiga sota el porxo central) un portal rectangular d'emmarcament de gres i llinda de roure i una finestra amb emmarcament de totxo a la façana del cos de porxo en el sector N, i en el S uns baixos que donen a unes corts, parcialment tapiats amb una finestra amb forjat. Al primer pis (sector N) un porxo amb barana de ferro forjat, un portal central i dues finestres laterals, i, al sector sud, un porxo amb barana i dos portals. A les golfes hi ha dues finestretes d'emmarcament de gres i llinda de roure.
La façana nord presenta una torre amb dues espitlleres al primer pis i una finestra d'arc de mig punt de gres vermell a l'alçada de les golfes. A la planta i primer pis hi ha dues finestres. Al sector oest presenta un portal que dona accés (mitjançant escales) al cos de corts adossat a la façana oest i a la sud, la qual presenta al primer pis tres finestres amb emmarcament de gres.
Formen part de la domus les seves muralles de tancament, torres i altres elements defensius. De la domus medieval es conserva la torre circular i un mur de tancament perimetral, al sud-est. La resta de murs de tancament (perimetrals i interiors) i estructures haurien quedat integrades a la masia del segle xvii, que aprofitaria algun dels murs i estructures.

## Història

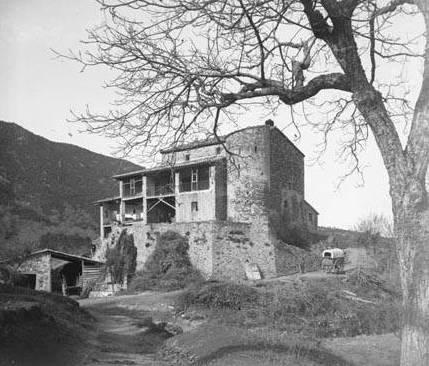
Foto de cap al 1920

El mas Sala s'esmenta el 1226 quan el clergue de Viladrau Bernat de Sala el va cedir a Estefania d'Osor, però sembla que l'origen del mas pot remuntar-se alguns segles abans. Entre 1271 i 1298 consten un Bernat de Sala i un Guillem de Sala. El 1322 estava en poder de Ramona de Sala i dels seus fills. El 1329 surt un Berenguer ça Sala actuant prop de fra Ramon de Vilademany, el qual per causes que s'ignoren s'instal·la al mas.
El 1359 el cavaller Roger de Vilademany es casa amb Esclarmonda de la Sala i funda així un nou llinatge que emparentarà la Sala amb la noblesa de l'època, que perdura fins al 1522, en que Violant de Cruïlles i de Vilademany estableix com a propietari a Bartomeu Sala (possible antic masover i avantpassat del bandoler Joan Sala alies Serralonga). La família Sala hi resideix fins al 1645 en que el mas, després d'un plet, és subhastat i adjudicat al pubill dels Molins. Fins a la desamortització del 1837, el mas Sala pertanyia a l'església de la Pietat de Vic i a partir d'aleshores ha passat per diversos propietaris.
El trobem registrat en els fogatges de la "Parròquia y terme de Viladrau fogajat a 6 d'octubre 1553 per Joan Masmiguell balle com a par en cartes 230", juntament amb altres 32 que continuaven habitats després del període de pestes, on consta un tal "Joan Sala". Els actuals propietaris no mantenen el cognom d'origen.